# Період застою

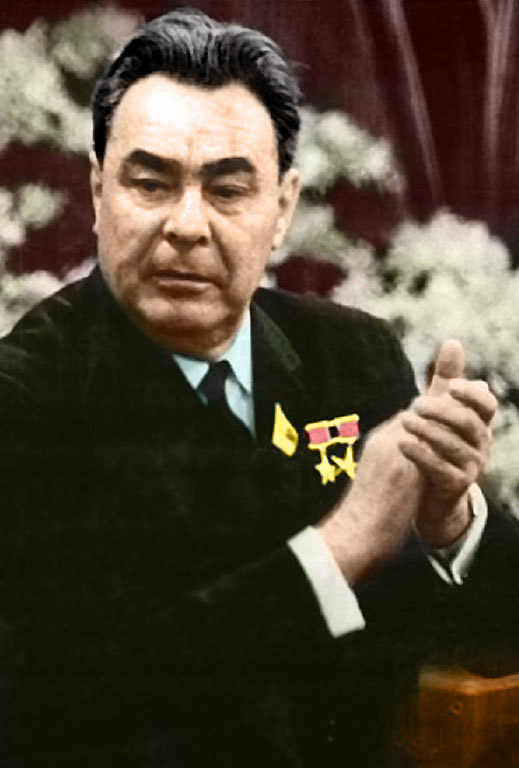
Леонід Ілліч Брежнєв — «чотири рази герой СРСР», «вірний ленінець», символ застою

Період застою чи Епоха застою (рос. Пери́од засто́я, Эпо́ха засто́я) — політична криза, що використовується для позначення одного з останніх періодів існування СРСР 1965-1985 р. Чіткого та обґрунтованого визначення початку та кінця періоду застою в  джерелах немає. Зазвичай застій пов'язують з ім'ям Генерального секретаря ЦК КПРС Леоніда Брежнєва, під час правління якого (1964–1982) застійні явища у суспільстві сформувалися та набули характерних рис. 
Кінець періоду застою умовно припадає на початок розпаду СРСР. Саме поняття «період застою» утворилося лише після 1986 року, під час «Перебудови». 
Власна (концепційна та офіційна на той час) назва цього періоду, вживана радянською пропагандою — «розвинений соціалізм».

## Походження поняття
В СРСР термін «застій» веде своє походження від звітної доповіді ЦК КПРС XXVII з'їзду КПРС, прочитаної М.Горбачовим, в якій констатувалося, що «протягом низки років у житті суспільства почали проступати застійні явища» як в економічній, так і в соціальній сферах.  Жодних вказівок на точний час початку «проступання застійних явищ» ані в цій доповіді, ані в інших промовах М.Горбачова дано не було; імена Л.Брежнєва чи когось із інших своїх попередників у зв'язку з «застійними явищами» М.Горбачов ніколи не згадував, і словосполучення «період застою» він не вживав. Тенденція до безпідставного розтягування тої «низки застійних років» аж до моменту початку правління Л.Брежнєва з'явилася згодом у публіцистиці та в ЗМІ, де і сформувалося кліше «період застою».

## Передумови та початок застою
На кінець 1950-х років післявоєнне відновлення економіки СРСР в основному завершилося. При цьому, завдяки низькому рівню технічного розвитку держави та низькому рівню споживання, екстенсивний шлях подальшого розвитку (що не потребував великих капіталовкладень) не тільки давав швидкі результати, але й забезпечував досить високі темпи росту. Протягом 1960-х та на початку 1970-х років асортимент та кількість товарів у радянських магазинах збільшувалися, їх споживання та рівень життя громадян постійно зростали.
Але в 1970-х роках можливості екстенсивного розвитку вичерпалися. Так, у восьмій п'ятирічці (1965—1970) національний дохід щороку зростав у середньому на 7,5 %, у дев'ятій (1971—1975) — на 5,8 %, а в десятій (1976—1980) лише на 3,8 %, і далі цей показник зменшувався.
З 1970-х років з радянської пропаганди зникло гасло «доженемо й переженемо», бо почалося і надалі прискорювалося технічне відставання СРСР від розвинених країн Європи та США. Ефективність виробництва товарів масового споживання зменшилась.
Щоб утримати ціни на найважливіші харчові продукти (а також на квартплату) на низькому, доступному для мас рівні, уряд у 1977 році оголосив про суттєве (на деякі товари — у рази) підвищення цін на ряд товарів та послуг: алкогольні напої, книги, каву, шоколад, килими, хутра, вироби з кришталю, ювелірні вироби, автомобілі, проїзд у таксі, квитки на літаки. Дешеві товари почали зникати з полиць магазинів. Формувалося явище товарного дефіциту — одна з характерних прикмет застою.
Політичними та ідеологічними маркерами початку застою можна вважати 25-й з'їзд КПРС (лютий — березень 1976) та дві сесії (шоста та сьома позачергова) Верховної Ради СРСР дев'ятого скликання (1977).
На 25-му з'їзді КПРС Л. Брежнєв проголосив про побудування в СРСР «розвиненого соціалізму» як закономірної та тривалої фази на шляху до комунізму. Хронологічні рамки такої фази не визначалися, на відміну від проголошеного М.Хрущовим у 1961 році плану побудови комуністичного суспільства до 1980 року.
На шостій сесії Верховної Ради СРСР дев'ятого скликання (липень 1977) Л. Брежнєва було обрано Головою Президії Верховної Ради СРСР. Таким чином він ставав номінальним головою держави, зберігаючи при цьому за собою посаду Генерального Секретаря ЦК КПРС.
Сьома (позачергова) сесія Верховної Ради СРСР дев'ятого скликання (жовтень 1977) прийняла нову Конституцію СРСР. Стаття 6 нової конституції проголошувала КПРС «керівною і спрямовуючою силою радянського суспільства, ядром його політичної системи, державних та громадських організацій».

## Особливості періоду застою

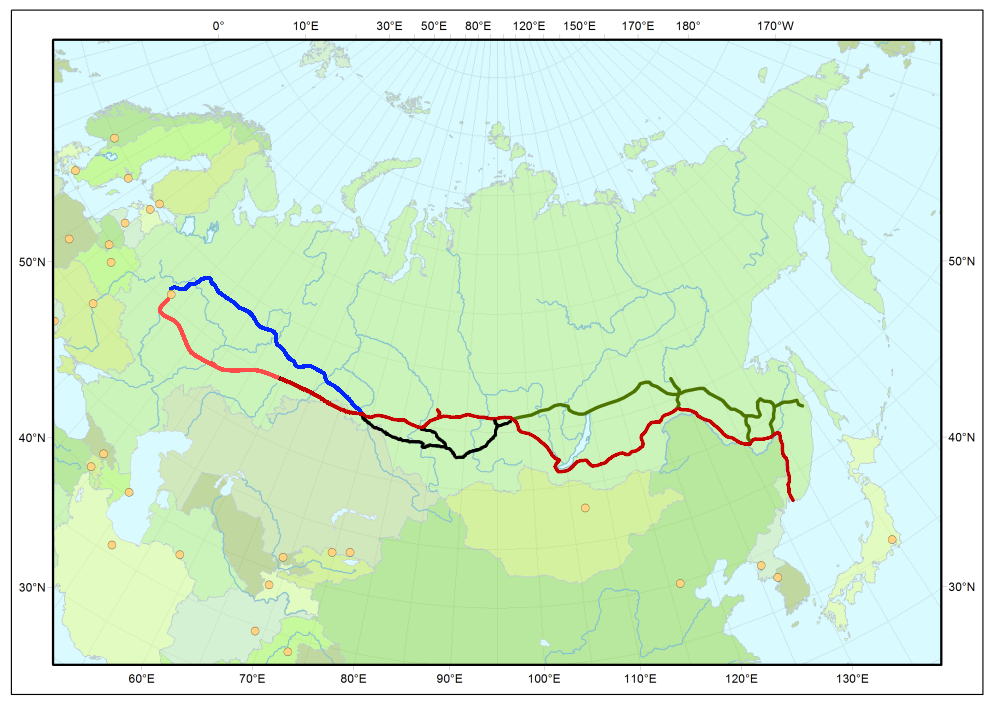
Транссибірська магістраль. Байкало-Амурська дільниця показана зеленим.

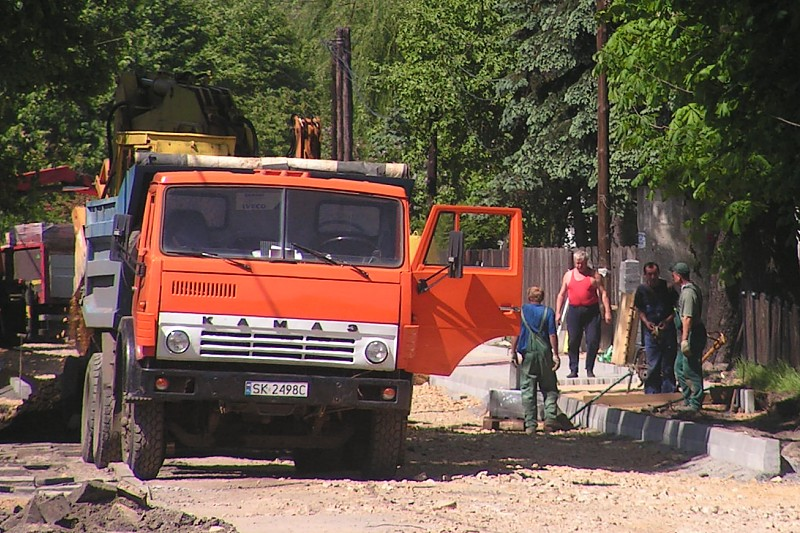
Автомобіль КАМАЗ-55111 на будівництві шляху

### Економіка СРСР
Економічним змістом періоду застою було поступове просування до колапсу. Незважаючи на широко розрекламовані гігантські проєкти-новобудови (як КАМАЗ, БАМ та ін.), розпочаті ще напередодні застою, та закупівлю за кордоном цілих заводів, основні виробничі фонди в цілому невпинно старіли. Відставання у продуктивності праці від країн Західної Європи та США (де повним ходом йшла науково-технічна революція) сягало кількох десятків відсотків (від рівня США) та з часом збільшувалося. Найвідсталішою галуззю народного господарства СРСР було сільське господарство, де безроздільно панувала колгоспно-радгоспна система. За період з 1970 до 1990 р. відставання СРСР у продуктивності праці у сільському господарстві збільшилося з 4-кратного до 10-кратного.
Одними з найважливіших наслідків науково-технічної революції, що справді революціонізували всі технологічні процеси в усіх галузях, були різке розширення асортименту та збільшення обсягів виробництва новітніх конструкційних матеріалів, а також широке впровадження мікропроцесорних технологій та персональних комп'ютерів. Тут технічне відставання СРСР ставало дедалі безнадійнішим. Радянські підприємства ставали неконкурентоспроможними; на кінець періоду застою вони були нездатні навіть відтворювати закордонні зразки. СРСР у 1980-ті роки став світовим лідером у виробництві сталі, але цей успіх був наслідком того, що у промислово розвинених країнах метал витіснявся новими полімерними та керамічними матеріалами, яких СРСР не мав, або мав у дуже невеликій кількості та невисокої якості.
Радянська економічна модель не сприяла інтенсифікації виробництв та впровадженню досягнень науково-технічної революції через свою надмірну централізацію та жорсткість. Як приклад, за весь час існування СРСР була випущена всього одна модель автоматичної пральної машини — «В'ятка-автомат».

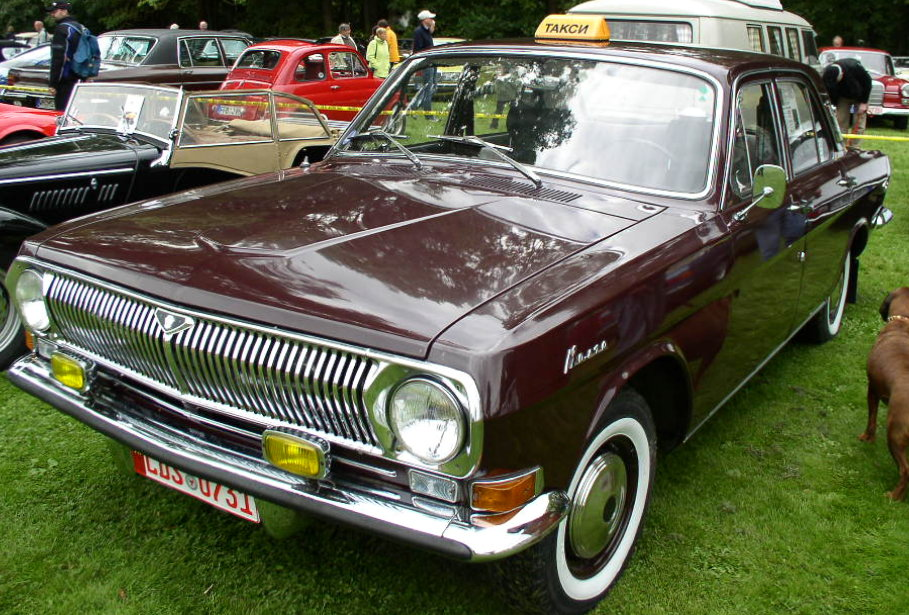
«Волга» ГАЗ-24

Переходу на інтенсивний шлях розвитку економіки перешкоджала і мілітаризація промисловості, спричинена амбіціями радянського керівництва досягти світового політичного лідерства. Близько 2/3 наукового потенціалу СРСР працювало на військово-промисловий комплекс (ВПК). Велика кількість оборонних підприємств була зосереджена в Україні. Це стало причиною високого рівня безробіття під час економічної кризи початку 1990-х років, коли уряд уже не мав можливості, через брак валюти, фінансувати ВПК у колишньому обсязі.

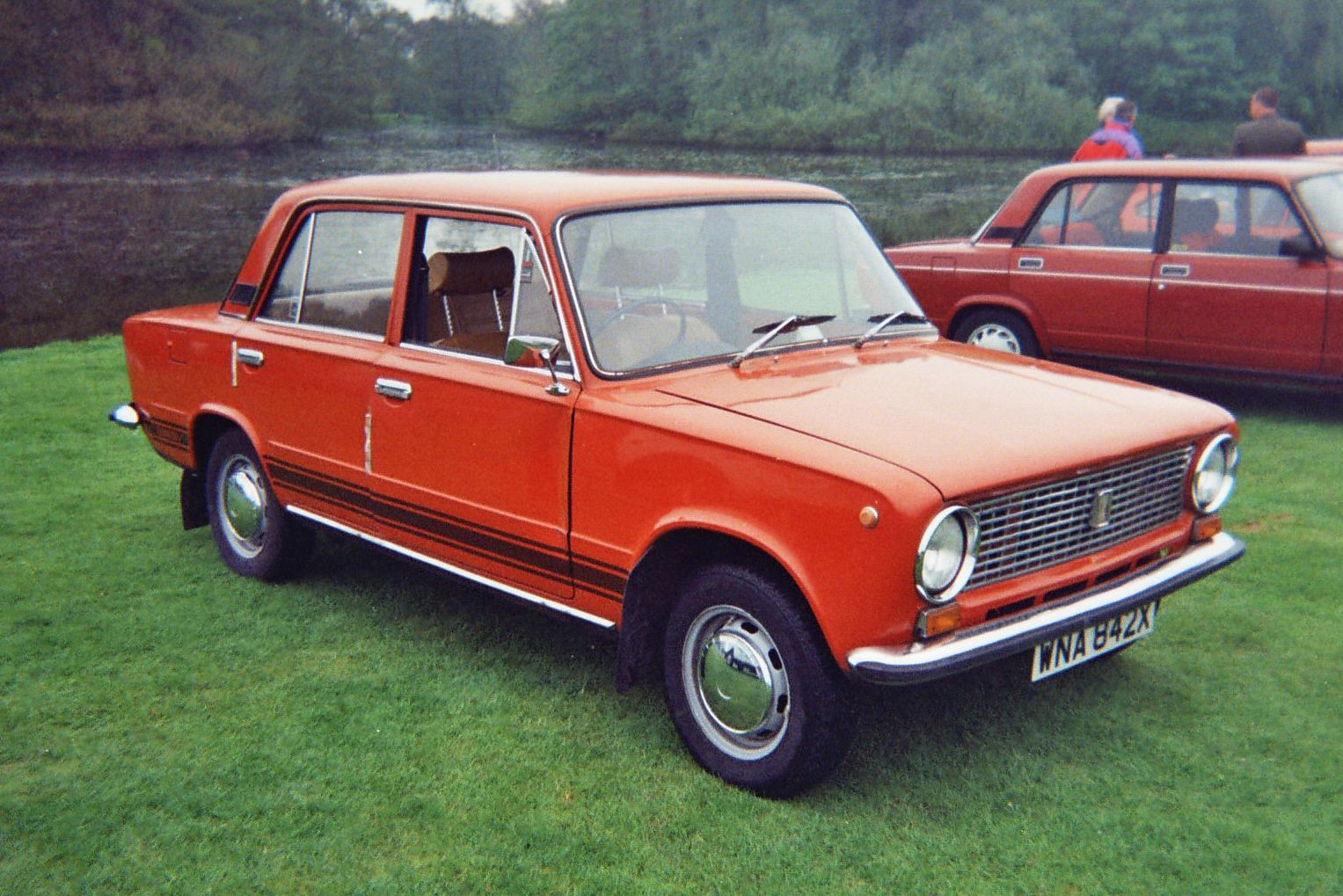
Авто «Лада» експортувалось до Західної Європи

При розподілі державних інвестицій (а в СРСР інших не могло бути) та інших ресурсів бралися до уваги насамперед інтереси ВПК. Як наслідок, галузі, що виробляли продукцію масового вжитку, занепадали. Перш за все це позначилося на якості такої продукції. Якість автомобілів, холодильників, телевізорів, радіоприймачів, магнітофонів, годинників, фотоапаратів, велосипедів виробництва СРСР ще задовольняла невибагливого радянського споживача. Але в порівнянні з закордонними аналогами радянські моделі виглядали вкрай застарілими, або просто недосконалими, як з технічного, так і з естетичного погляду. Асортимент таких товарів був дуже вузьким. Водночас якість одягу, взуття, меблів та багатьох інших товарів була, як правило, дуже низькою. Навіть за умов товарного дефіциту склади торговельних баз затоварювалися продукцією кравецьких та взуттєвих фабрик, яка не знаходила збуту. За рішенням уряду в усіх містах були відкриті магазини розпродажу лежалих товарів з великими знижками (до 70 %), щоб звільнити місце на складах для нових партій продукції такої ж якості.

#### П'ятирічні плани
Період застою хронологічно відповідає десятій і одинадцятій п'ятирічкам.

#### Внутрішня та зовнішня торгівля
Обсяг виробництва товарів широкого споживання був недостатнім, щоб покрити грошову масу, яку мало на руках населення. Країні загрожувала гіперінфляція. Керівництво СРСР знайшло вихід у нарощуванні видобутку та експорті корисних копалин, насамперед нафти. На вторговані гроші імпортувалися одяг, взуття, меблі, харчові продукти та деякі інші товари народного споживання. «Нафтодоларами» також оплачувалися військово-політичні амбіції вищого партійного керівництва. Такій політиці сприяла міжнародна кон'юнктура: у середині 1970-х розпочалася світова енергетична криза. Ціна на нафту на світовому ринку суттєво зросла, що спонукало СРСР нарощувати експорт енергоносіїв. Саме в цей час СРСР почав експлуатувати нові потужні нафтові родовища у Західному Сибіру. Цей збіг дозволив Радянському Союзові протягнути своє існування на додаткові 10 — 15 років, які згодом і одержали назву «період застою».

Зрештою, валютні надходження від вивозу сировини стали складати більше половини від загальної вартості експорту. Залежність радянської економіки від вивозу сировини ставала критичною. Структура експорту СРСР, який претендував на роль великої держави, нагадувала структуру експорту якої-небудь африканської чи латиноамериканської країни. Закордонні ЗМІ іронічно називали СРСР «Верхня Вольта з ракетами».
Експорт товарів промислового виробництва був спрямований здебільшого до соціалістичних країн — сателітів СРСР та до країн, що розвивалися. Все ж певна частина радянських виробів постачалася і до промислово розвинутих країн: автомобілі «Lada» (експортний варіант Жигулів), деякі моделі цивільних літаків, механічних годинників та фотоапаратів, горілка та ін. Вироби, призначені для експорту, виготовлялися за спеціальними стандартами, які відрізнялися від стандартів для внутрішнього ринку.

### Зовнішня політика

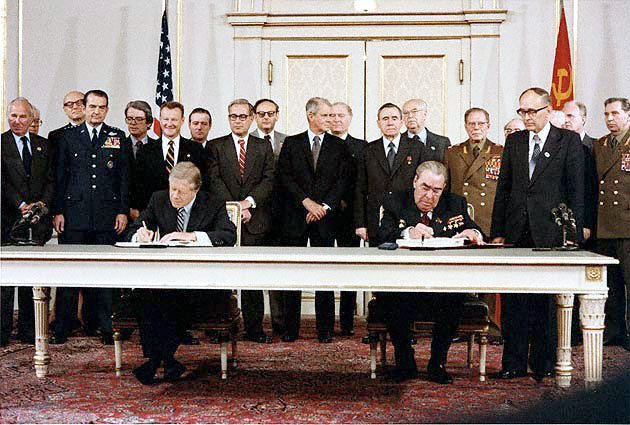
Брежнєв та Дж. Картер підписують Договір про обмеження стратегічних озброєнь, 1979

Радянська зовнішня політика періоду застою була непослідовною. Ще 24 з'їзд КПРС у 1971 р. проголосив боротьбу за мир у всьому світі першочерговою задачею партії та радянського уряду.
У цьому напрямку радянська дипломатія досягла певних успіхів, уклавши зі США дві угоди по обмеженню стратегічних наступальних озброєнь (рос. ограничение стратегических вооружений) ОСВ-1 (травень 1972) та ОСВ-2 (червень 1979).
Проте ратифікація США договору ОСВ-2 була зірвана вторгненням радянських військ до Афганістану наприкінці 1979 р. Співробітництво між СРСР та США (що розпочалося наприкінці 1960-х) у всіх галузях було згорнуто, Холодна війна знову загострилася.
Намагаючись поширити свій політичний та економічний вплив у світі якомога ширше, СРСР надавав військову допомогу будь-яким режимам в Азії, Африці, Латинській Америці, які у своїх внутрішніх чи зовнішніх конфліктах по таку допомогу зверталися. Радянський уряд направляв у такі країни зброю, техніку, військових спеціалістів, гроші, ще більше виснажуючи економіку СРСР.

### Внутрішня політика

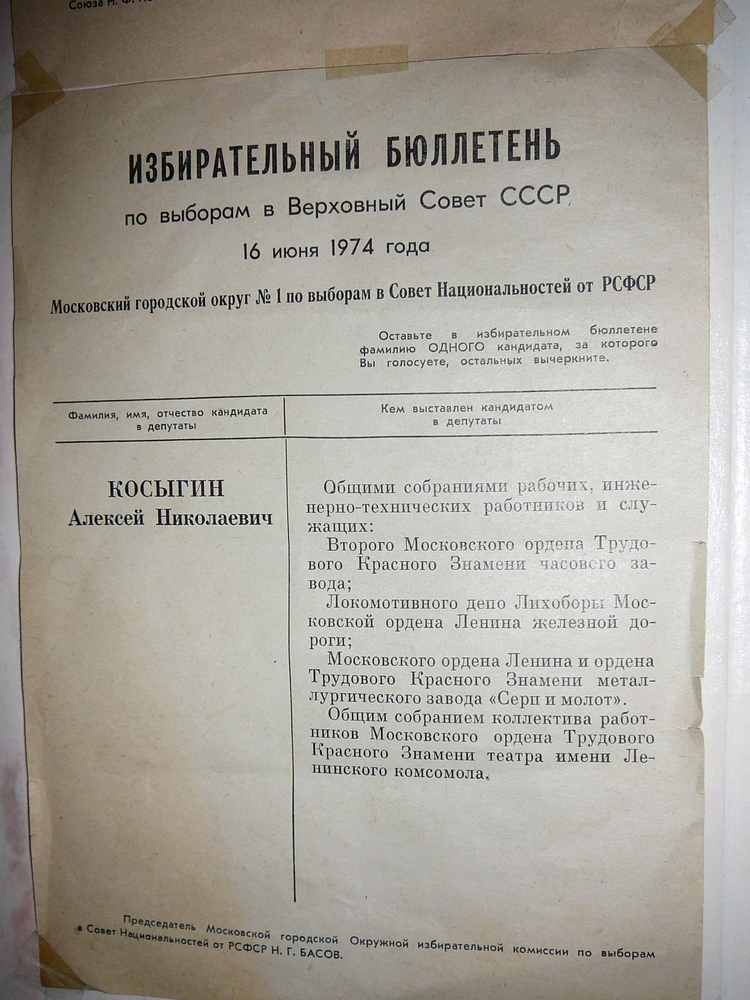
Виборчий бюлетень з одним прізвищем

#### Структура державної влади
У внутрішній політиці збереглася система формування органів влади, яка утворилася ще за часів Й.Сталіна. Вся вища влада в СРСР була сконцентрована у вузькому колі осіб, що оточували Генерального секретаря комуністичної партії та входили до складу Політбюро ЦК КПРС. Будь-які питання кадрових переміщень у цьому колі вирішувалися всередині самого цього кола. Найважливіші питання внутрішньої та зовнішньої політики, економіки, фінансів, у тому числі кадрові питання, приймалися на засіданнях Політбюро ЦК КПРС і були обов'язковими для всіх державних установ. Президія Верховної Ради СРСР та Рада Міністрів СРСР повністю контролювалися керівництвом КПРС.
Пленуми ЦК та з'їзди КПРС, сесії Верховної Ради СРСР перетворилися на парадні заходи, на яких формально затверджувалися всі рішення, запропоновані партійним керівництвом. Депутати Рад усіх рівнів фактично призначалися партійними комітетами за місцем їхньої роботи.

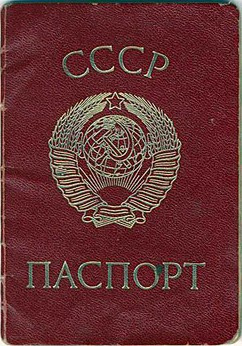
Паспорт громадянина СРСР зразка 1974 року

Ретельно відпрацьована процедура формування депутатського корпусу, керована з апарату ЦК КПРС, забезпечувала такий (заздалегідь визначений) процентний склад Рад, який справляв враження повного та об'єктивного представництва усіх прошарків радянського суспільства (вік, стать, освіта, партійність, національність, соціальне положення). Саме ж голосування, що було безальтернативним, старанно підготовлене і добре зрежисоване, автоматично забезпечувало високу (97–98 %) явку виборців і приблизно такий же відсоток голосів, поданих за «кандидатів від блоку комуністів та безпартійних». Така система бездоганно працювала з передвоєнних часів, але період застою мав дві особливості. По-перше, стаття шоста нової Конституції СРСР надавала передвиборчій діяльності партійних комітетів видимість легітимності. По-друге, і в Політбюро ЦК КПРС, і на інших найвищих державних посадах СРСР переважали люди похилого віку, що займали свої посади десятиріччями.

#### Паспортна реформа
З 1974 року в СРСР почався обмін паспортів зразка 1953 року на нові паспорти. Новий паспорт був безстроковим; в нього вклеювалися нові фотокартки при досягненні власником 25- та 45-річного віку. За новим Законом про паспорти, ліберальнішим за попередній, з паспортів були вилучені графа про соціальне походження власника та сторінка відміток про місце роботи. Суворий закон про прописку паспортів не змінювався, передбачаючи відповідальність за порушення аж до кримінальної.
З 1974 року паспорти одержували також і колгоспники, що не було передбачено попередніми законами про паспорти. Таким чином селяни-колгоспники негласно отримували громадянські права, яки були у інших соціальних класів радянського суспільства.

### Ідеологія та культура
Ідеологічна домінанта радянського суспільства — побудування соціалізму, а згодом і комунізму у ворожому, «капіталістичному» оточенні — виникла під час Громадянської війни та пройшла через всі фази еволюції радянської соціально-економічної і політичної системи аж до кінця періоду застою. Побудована на цій домінанті ідеологія в цілому еволюціонувала залежно від зміни економічної та геополітичної ситуації, але від початку і до останніх років застою залишалося незмінним уявлення про конфронтацію «країн соціалізму» з усім іншим світом, розкол світу на дві антагоністичні системи.
Ключовою тезою ідеології КПРС періоду застою було твердження про три етапи «загальної кризи капіталізму». На думку радянських ідеологів, змістом сучасної епохи був перехід людства від капіталізму до нібито вищої соціально-економічної формації — комунізму, причому соціалізм радянського зразка приймався за першу фазу комунізму. З перемогою жовтневої революції 1917 р. нібито розпочався перший етап загальної кризи капіталізму. Другий етап загальної кризи начебто був спричинений утворенням «світової системи соціалізму» внаслідок встановлення прорадянських режимів у ряді країн Центральної Європи та Східної Азії після другої світової війни; третій, як вважалося, був зумовлений розпадом колоніальної системи у 1960-х роках. Далі очікувався відхід від «світової системи капіталізму» країн одна за іншою і їх перехід до соціалістичної співдружності.
Терміном «співдружність» у період застою було замінено неоднозначний термін «табір», який уживався раніше. Світ капіталізму сприймався радянськими ідеологами як «суспільство без майбутнього», майбутнє ж усіх народів бачилося як комуністичне. Перші ознаки кризи цієї ідеології з'явилися у 1970-х, коли стало ясно, що офіційно проголошена програма побудови комунізму до 1980 р. виконана не буде.
Тоді радянська ідеологія збагатилася на концепцію розвинутого соціалістичного суспільства, яка відсувала комунізм не невизначений час. На XXVI з'їзді КПРС (1981) питання про провал третьої Програми КПРС не обговорювалося. З'їзд обмежився прийняттям рішення про підготовку «нової редакції Третьої Програми КПРС», яка й була прийнята на 27 з'їзді КПРС (1986). Але загострення економічної кризи у другій половині 1980-х виявило неспроможність і концепції розвинутого соціалізму. У 1986—1987 р. комуністичну ідеологію було замінено на запропоноване Генеральним секретарем ЦК КПРС М. Горбачовим еклектичне «нове мислення», яке не було ні ідеологією, ні взагалі якоюсь певною системою поглядів.

### Рівень життя
У другій половині 1960-х — першій половині 1980-х економічний розвиток Радянського Союзу та УРСР як його складової відбивався на життєвому рівні населення, стані його забезпеченості товарами, послугами на розгортанні житлового будівництва.
Починаючи з XXIII з'їзду КПРС (1966 р.), на всіх високих партійних форумах завдання підвищення життєвого рівня населення декларувалося як одне з основних завдань партії держави. Навіть у Конституції СРСР 1977 р. (Конституції УРСР 1978 р.) були зафіксовані права на гарантовану, гідну оплату праці, на забезпечення житлом, кваліфікованою медичною допомогою.
Деякі позитивні зміни відбулися, хоча їхні масштаби явно поступалися обіцяним. Зокрема, остаточно відійшов у минуле страх перед голодом. Колгоспники нарешті стали регулярно отримувати заробітну плату і пенсії. Зросла купівельна спроможність населення. Так, середня заробітна плата з 78 крб у 1960 р. зросла до 155 крб у 1980 р. Люди стали користуватися речами, які ще з 30-х років були звичними на Заході: пральні машини, холодильники та інша побутова техніка. Зріс асортимент товарів і послуг.
Пересічні громадяни мали можливість придбати товари або виробництва СРСР, або продукцію держав, як їх називали, соціалістичної співдружності. Для того, щоб задовольнити потреби більшості населення у споживчих товарах, радянська влада розширювала кредитні послуги. У 60–70-х роках у радянському суспільстві панували оптимістичні настрої щодо здатності СРСР наздогнати Захід за рівнем життя та побуту. Про зростання рівня життя населення повідомляли центральні й місцеві газети. У ЗМІ щодня можна було побачити й почути сюжети, що розповідали про постійне піклування компартії і уряду про добробут громадян.
«Золота епоха» Брежнєва з її регулярною виплатою заробітної плати, пенсій, стипендій, щомісячними преміальними, безкоштовним медичним обслуговуванням, освітою, дешевими товарами і послугами і до сьогодні для певної частини українського суспільства залишається ностальгічним ідеалом.
Дійсно, зростав національний дохід, зростали й номінальні доходи населення. Якщо національний дохід зріс у 2,5 раза за період з 1965 по 1985 роки, то матеріальний добробут (якщо брати тільки цифри заробітної платні) зріс у 1,85 раза. Так, якщо середня зарплата 1965 р. становила 93,9 крб, то у 1985 р.— 173,9 крб. Мінімальна заробітна плата зросла з 40–45 до 70 крб, було скасовано податки з неї, знижено ставки податків на зарплату до 90 крб. З 1966 р. запроваджено гарантовану щомісячну оплату праці в колгоспах. У школах впроваджено безкоштовне забезпечення підручниками учнів 1–5-х класів. Населення, грошові надходження якого зросли тільки протягом 1971—1975 pp. у 3,1 раза, вже не хотіло купувати радянські товари, якість і вибір яких були дуже далекими від вимог часу, та й то їх не можна було просто піти й купити. За ними або доводилось їздити до Москви, або записуватись на чергу на виробництві. Черги за престижними імпортними товарами сягали вже не годин, а днів і місяців.
Також темпи зростання знижувались від п'ятирічки до п'ятирічки. Якщо протягом 1971—1975 pp. заробітна плата зросла на 29 %, то за наступні п'ять років — на 17 %, а у 1981—1985 pp. — лише на 14 %. Головні причини цього явища — падіння купівельної спроможності карбованця; зростання цін, нестача (дефіцит) промислових товарів та високоякісних послуг. На 1984 р. карбованець дорівнював 54 копійки порівняно з карбованцем 60-х років, тобто «впав» в 1,85 раза. Не забуваємо й про те, що існував штучний фіксований курс карбованця до долара, що коливався в межах 60 коп. за один долар. Доларів у вільному продажу не було — порушників карали за «валютну спекуляцію».
Крім того, на межі 70–80-х pp. були значно підвищені роздрібні ціни як на «престижні» товари (ювелірні вироби, кришталь, килими), так і на товари широкого попиту: меблі, хутрові вироби, шерсть, бензин, будматеріали, цитрусові. Зросли ціни й на комунальні послуги та транспорт. На кінець 70-х pp. вже став відчутним дефіцит радянських товарів народного вжитку. У першій половині 1980-х з полиць магазинів майже зникли м'ясо-молочні продукти, а невдовзі магазини стали являти собою місце, де можна було ознайомитися тільки з обличчями продавців, а не купити необхідний товар.
Переважання випуску продукції промисловості групи «А» (засоби виробництва) над продукцією групи «Б» (споживання населення) далась взнаки. У середині 70-х pp. у зв'язку зі стрибком цін на нафту у світі радянський уряд мав змогу, продаючи нафту та газ за кордон, закуповувати якісні імпортні продовольчі товари та товари широкого вжитку. А на кінець 70-х — початок 80-х pp. з переходом індустріальних та постіндустріальних країн на енерго- та ресурсозберігаючі технології потік «нафтодоларів» зменшився — і товарів групи «Б» вже явно не вистачало. Фактично розпочався «товарний голод».
Загалом за рівнем життя СРСР стояв на 50-60-х місцях у світі.

#### Житлове будівництво
Розмах промислового будівництва в Україні, процес збільшення міського населення (урбанізація) вимагали збільшення темпів житлового будівництва. В цей період були побудовані нові міста: Придніпровськ, Нововолинськ, Українка, Світловодськ, Червоноград, Вільногорськ, нові мікрорайони в столиці України (Оболонь, Відрадний, Русанівка, Нивки, Березняки, Микільська Борщагівка, Лісний, Виноградар, Троєщина) та обласних центрах. За період з 1961 по 1980 pp. було побудовано 379 608 тис. м² житла, нові помешкання отримали 34,4 млн осіб. Масштаби будівництва вражали: у Києві щоденно в середньому зводився стоквартирний будинок.
Забезпеченість житлом зросла з 9,9 м². на людину в 1960 р. до 14 м² у 1980. Але й цього було недостатньо: у 1981—1985 pp. черга на житло налічувала 1,5 млн осіб, і вона не зменшувалася. Щоправда, якість будівництва була надзвичайно низькою, і нові мешканці повинні були відразу ж замінювати «столярку» (вікна, двері), сантехніку, електропроводку, інколи навіть підлогу, перештукатурювати стіни та стелю.
Швидкими темпами відбувалася газифікація міст та селищ України. У 1971 р. останнім з обласних центрів був газифікований Кіровоград. Повільно розвивалася сфера комунальних послуг — 150 селищ міського типу не мали центрального водопостачання, 60 міст і понад 500 селищ — каналізації. Тільки 5 % сіл було газифіковано на кінець 80-х років.

#### Стан медичного обслуговування
У радянській державі медичне обслуговування було безкоштовним. Хоча воно й фінансувалося за залишковим принципом, однак мережа лікарських закладів в Україні була широкою. Якщо можна довіряти радянській статистиці, кількість лікарів на тисячу жителів по країні була однією з найвищих у світі — на 10 тисяч населення припадало 38,9 лікаря (1985 p.). У цей час в Японії ця цифра становила 17,5 лікарів на 10 тисяч, у Франції — 17,9, у Великій Британії — 18,3. До досягнень можна зарахувати відкриття спеціалізованих медичних установ: кардіологічного центру в Києві, багатопрофільних комплексів у Запоріжжі та Харкові та багато іншого. Для партноменклатури існувала ціла відокремлена мережа «обкомівських» лікарень. Україна, а особливо Крим, вкрилася широкою мережею санаторіїв, будинків відпочинку. Свої відпочинкові заклади створювались підприємствами, відомствами, незважаючи на рентабельність та можливість їх утримувати. Країна жила не по кишені.
А ось якість медичного обслуговування не дотягувала до кількості «ліжкоднів». Навіть маючи безкоштовне медичне обслуговування, радянські люди несли лікарям хабарі, оскільки знали, що без цього лікування може і не дати позитивних результатів. Як казав російський сатирик родом з Одеси М. Жванецький: «Ви можете і не платити. Якщо вас не цікавить результат». Внаслідок цього тривалість життя в Україні скоротилася, а смертність зросла з 7,6 випадків на тисячу осіб (1965) до 12,1 (1980). 34 % сіл не мало медамбулаторій. Україна вийшла на перше місце у світі за рівнем дитячої смертності та ракових (онкологічних) захворювань (1989), 30 % дітей народжувалися хворими.

#### Привілейоване становище партійно-державної номенклатури
У той самий час партійно-державна номенклатура мало в чому собі відмовляла. Для неї існували спеціальні медичні заклади (санаторії Четвертого управління Міністерства охорони здоров'я), радгоспи, де вирощували екологічно чисту продукцію, спеціальні цехи, де цю продукцію переробляли. Чиновники, що мали заробітну плату в декілька разів вищу, ніж середньостатистичний українець, «отоварювалися» в закритих магазинах та ще й за пільговими зниженими цінами. Товари для цих магазинів закуповувалися, як правило, за кордоном. Ті, хто на кожному кроці кричав про «служіння народові» та «захист його інтересів», жили зовсім в іншому «світі».
Житло покращеного планування, безкоштовні державні дачі зі штатом покоївок, кухарів, садівників, водіїв, престижні навчальні заклади для дітей (школи з різними «нахилами» — до іноземних мов, математики тощо), московські та ленінградські виші для «своїх» випускників, профспілкові відпустки в Криму, країнах Балтії, дружній Болгарії, престижні закордонні відрядження, звідки можна було привезти «буржуазні» ганчірки — що ще було треба можновладцям? А якщо треба було пошити одяг «по фігурі», то для цього існував спеціальний комбінат «Комунар».
Номенклатурні посади починалися з завідувача лабораторії науково-дослідного інституту, директора школи тощо. На ці посади брали тільки членів КПРС. Дуже важко було потрапити до номенклатурного списку, як і важко було звідти вийти. Тільки якщо ти не «ділився» з начальством, здійснював тяжкий злочин, то могли «здати» органам правосуддя.
Розваливши роботу на одній номенклатурній посаді, чиновник, як правило, переходив на роботу в іншу установу. Мафіозні принципи клановості, родинних зв'язків, знайомств, «телефонного права» були панівними при підборі кадрів. Все це мало щонайтяжчі наслідки як для економіки, так і для морально-психологічного клімату в країні.

## Останні роки та кінець застою

### Період трауру
Л. Брежнєв помер (після тяжкої та тривалої хвороби) у листопаді 1982 р., на 76-му році життя. Генеральним секретарем ЦК КПРС був обраний 68-річний секретар ЦК КПРС Юрій Андропов, колишній керівник КДБ СРСР. Під час його 15-місячного правління вище керівництво СРСР уперше вголос висловило занепокоєння економічним станом країни.
При цьому всі рішення та дії партійного керівництва залишалася поза критикою, а причинами соціально-економічних труднощів були названі низька виконавча дисципліна на робочих місцях, брак відповідальності, нецільове використання робітниками та службовцями робочого часу та матеріальних ресурсів, розкрадання соціалістичної власності, пияцтво та інші зловживання. Партія взялася за наведення порядку по всій країні.
Проте ініціативи Андропова мали характер галасливих, але скороминучих кампаній боротьби за трудову дисципліну, а також боротьби з «нетрудовими доходами» та з пияцтвом і алкоголізмом. Після його смерті (лютий 1984), теж після тяжкої хвороби, ці кампанії вщухли самі собою. Наступний Генеральний Секретар, 72-річний Костянтин Черненко, повернув країну до спокою брежнєвських часів. Останні кілька місяців свого правління він провів у лікарні і помер у березні 1985 р.

### Генсек— реформатор

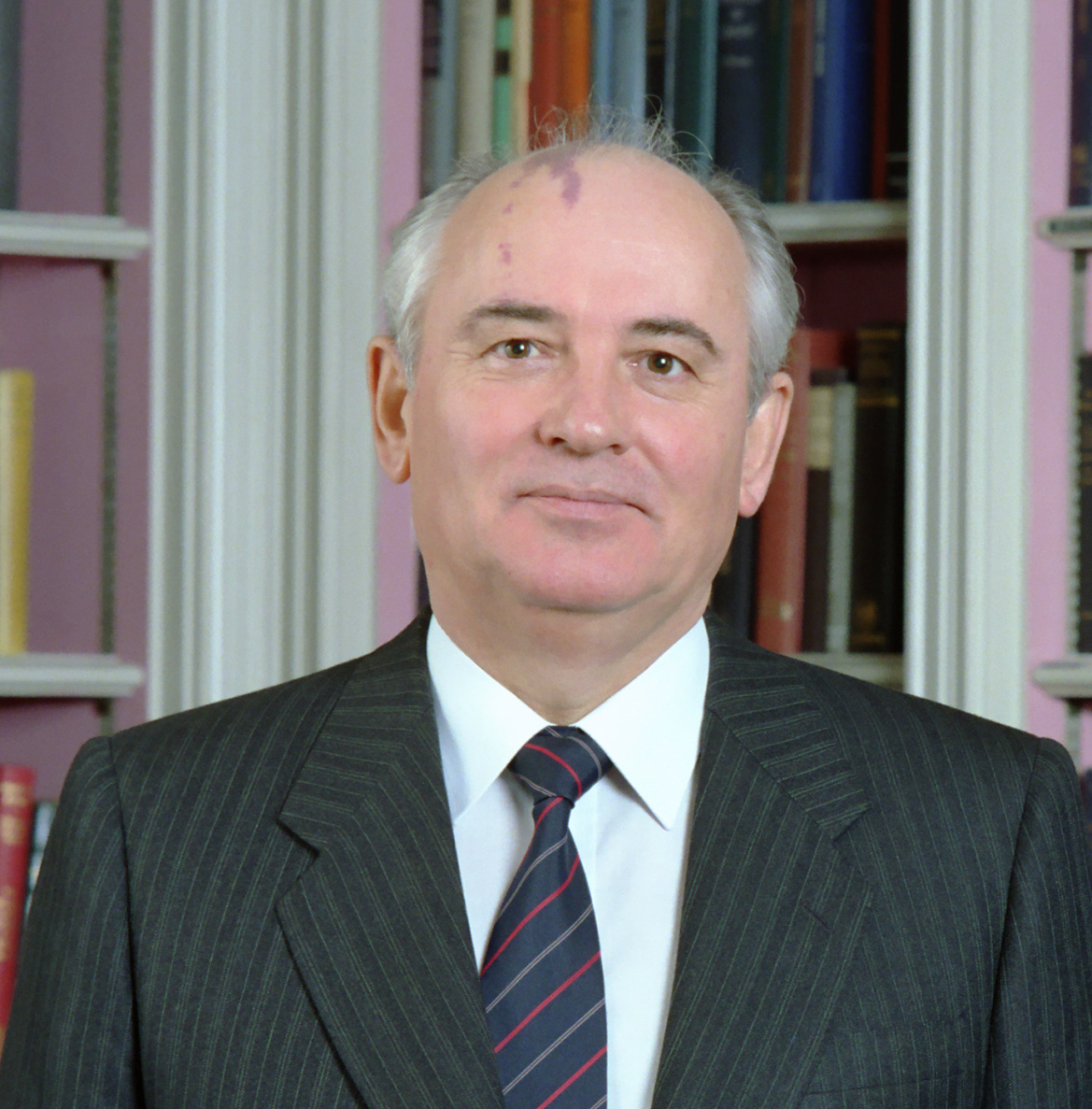
Горбачов — автор терміна «Застій» та ініціатор «Перебудови»

До середини 80-х років радянська економіка підійшла у важкому стані. Щорічний приріст національного доходу сягав лише близько двох з половиною відсотків. Вплинути на тенденцію його подальшого падіння можливості не було, як не було можливості зупинити тенденцію до загострення товарного дефіциту. Зростання продуктивності праці практично зупинилось. У всіх галузях виробництва використовувалися застарілі матеріали, фізично і морально застаріле обладнання та застарілі технології, які були енергозатратними, матеріалозатратними та з великою часткою ручної праці.
До того ж, у 80-х роках рівень розвитку виробництв у всьому світі став визначатися рівнем їхньої комп'ютеризації. Перші радянські IBM-сумісні комп'ютери ЕС-1840, що з'явились у 1986 році, з монохромним дисплеєм та без жорсткого диска, за своїми якістю, продуктивністю, надійністю та обсягом виробництва не могли зрівнятися з закордонним прототипом.
Новообраний Генеральний Секретар ЦК КПРС, 54-річний енергійний та амбітний Горбачов вже у першій своїй публічній промові на квітневому (1985) Пленумі ЦК КПРС визнав наявність у суспільстві ознак стагнації та передкризової ситуації. На тому ж пленумі був частково оновлений склад Політбюро. Російськомовний термін (рос. «застой») уперше пролунав дещо пізніше, у звітній доповіді М. Горбачова XXVII з'їзду КПРС у лютому 1986 р.
Нове керівництво з перших місяців правління зіткнулося з новою проблемою — різким падінням цін на нафту. У жовтні 1985 р. барель нафти коштував $30,35, а в березні 1986 р. — вже $10,43, внаслідок чого валютні надходження від експорту суттєво зменшилися. Ця обставина, разом з загальним занепадом економіки, поставила СРСР перед перспективою ще більшого загострення товарного дефіциту всередині держави та неминучої поразки СРСР у Холодній війні. У свою чергу, згортання ВПК (на підтримку якого вже не вистачало валюти) тягнуло за собою масове безробіття, бо для перепрофілювання численних оборонних підприємств (конверсії) потрібні були великі капіталовкладення. М.Горбачов зробив спробу запобігти катастрофі, ініціювавши «перебудову» — низку політичних, економічних та адміністративних реформ, які, на його думку, могли врятувати ситуацію. Усі радянські ЗМІ ввели в широкий ужиток нові пропагандистські штампи: перебудова, гласність, демократизація, прискорення, нове мислення, реформи.

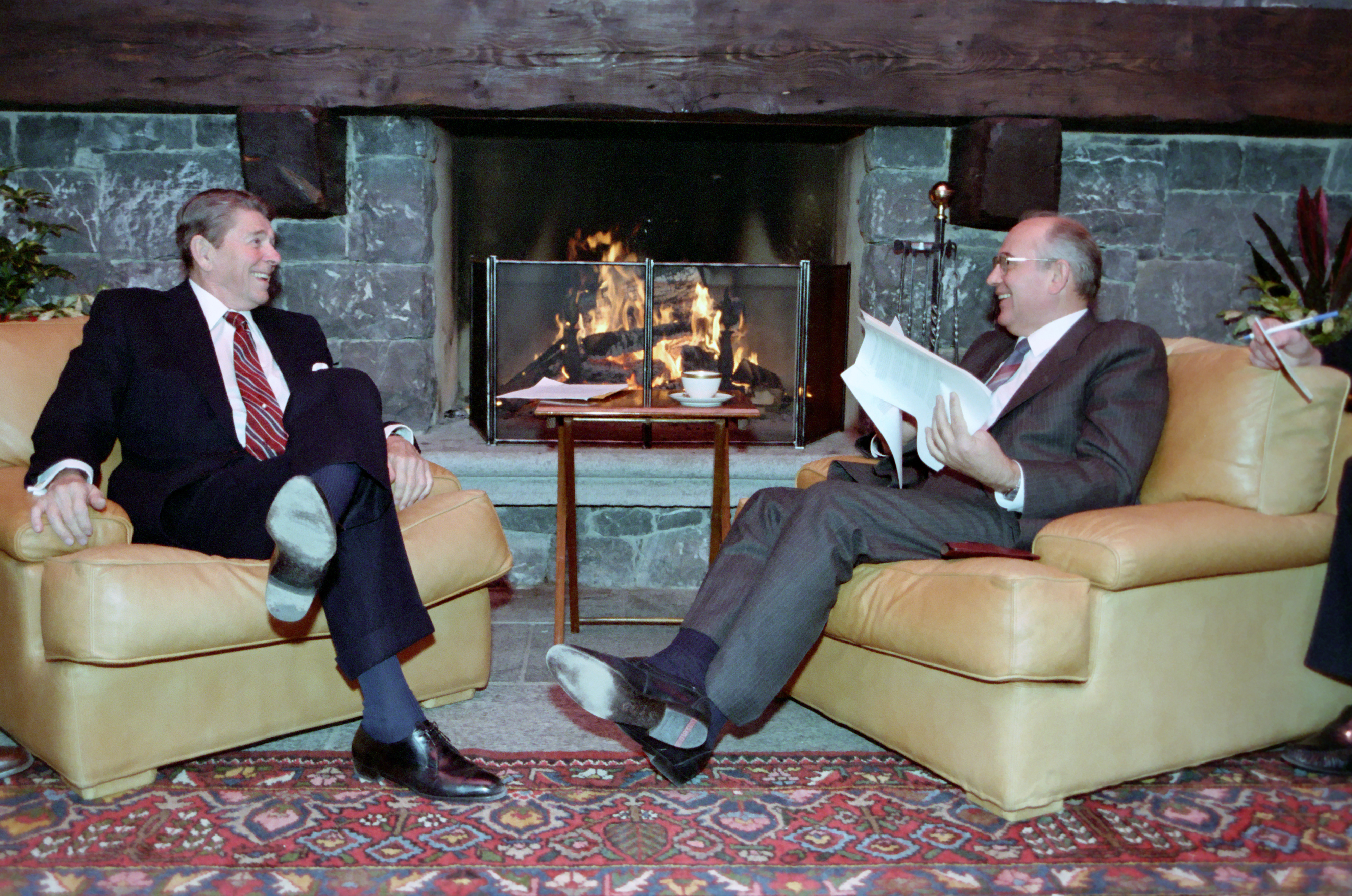
Особиста зустріч Горбачова з Президентом США Рейганом

Найбільших успіхів курс М.Горбачова досяг у зовнішній політиці. Радянський Союз відновив переговори з США стосовно ядерного роззброєння. Пом'якшення цензури в СРСР та припинення переслідування дисидентів теж сприяли поліпшенню міжнародної репутації СРСР.
У цілому ж перебудова успіху не мала. Нове керівництво, при всій своїй рішучості провести реформи, прагнуло будь-що зберегти монополію КПРС на абсолютну владу у державі, а також категорично відмовлялося визнати факт технічної відсталості СРСР. Усі дискусії про впровадження ринкових відносин між підприємствами закінчувалися зауваженням, що ринок мусить бути регульованим; і далі таких загальних декларацій справа не йшла.
Таким чином, просування реформ у найкритичніших напрямках було від початку заблоковане самими реформаторами. Економічна ситуація в країні продовжувала погіршуватися. Полиці магазинів спорожніли вже й у самій Москві. На цьому тлі небувалого досі загострення економічної кризи з'явилися ознаки політичної, ідеологічної та екологічної криз.

### Системна криза
Восени 1987 році навколо Нагірного Карабаху розпочався вірмено-азербайджанський конфлікт, який на початку 1988 року переріс у повномасштабну війну між двома союзними радянськими республіками. У деяких союзних республіках, починаючи з 1987 року, виникли громадські організації та рухи, які відкрито ставили на меті відокремлення від СРСР та створення незалежних національних держав. У Москві влітку 1987 р. відбувся перший несанкціонований мітинг недержавної, неурядової, не комуністичної організації «Пам'ять».
Авторитет КПРС у радянському суспільстві похитнувся. Стара ідеологія, яка базувалася на концепції побудування комунізму, зазнала краху. Натомість не було запропоновано нічого, що виправдовувало би керівну роль КПРС у радянській державі. Випадки відмови рядових комуністів від членства у КПРС вже не приховувалися і, хоч не були частими, вже не робили сенсації.
До соціально-економічних труднощів додалися екологічні ускладнення. Через бездумну господарську діяльність три значні водоймища — Аральське море, затока Кара-Богаз-Гол та Азовське море — зазнали екологічних катастроф. Безпрецедентної шкоди довкіллю заподіяв вибух на Чорнобильській АЕС у квітні 1986 року.
Таким чином, криза, яку СРСР переживав з середини 1970-х, у другій половині 1980-х стала системною. Виходу з неї знайдено не було. 1987 року (принаймні з другої половини) СРСР увійшов в останню фазу свого існування — фазу остаточного краху соціалістичної командно-адміністративної економіки та політичного розпаду Союзу РСР.

## Виноски
1. ↑  Эпоха застоя. Символ эпохи застоя - Л.И.Брежнев.: Newsland – комментарии, дискуссии и обсуждения новости. Эпоха застоя. Символ эпохи застоя - Л.И.Брежнев. на портале Newsland. (рос.). Процитовано 19 червня 2019.
2. ↑  «Розвинутий соціалізм» — концепція, висунута у 1967 р. і закріплена у преамбулі Конституції СРСР 1977 р., яка стверджувала, що неможливо здійснити негайний «стрибок» у комунізм. Має пройти час, упродовж якого соціалізм повинен розвиватися на власному ґрунті. Саме такий соціалізм називається «зрілим», «розвинутим». Основні складові «розвинутого соціалізму» — це «загальнонародна держава» і «нова історична спільнота людей — радянський народ»; Стверджувалося, що при розвинутому соціалізмі суспільство розвивається без конфліктів під «науковим» керівництвом КПРС. Генеральний секретар ЦК КПРС Ю.Андропов концепцію «розвинутого соціалізму» дещо узгодив з існуючими реаліями, визнавши існування у радянському суспільстві протиріч і національних проблем. Але вирішення цих проблем повинне здійснюватися шляхом «наведення порядку» і прискореного науково-технічного прогресу. Побудова розвинутого соціалізму не повинна припиняти «ідеологічну боротьбу з впливом Заходу».
3. ↑  М.С.Горбачев. Политический доклад центрального комитета КПСС XXVII сЪезду коммунистической партии Советского Союза. www.lib.ru. Архів оригіналу за 12 червня 2019. Процитовано 19 червня 2019.
4. ↑  Т. И. Заславская. О совершенствовании производственных отношений социализма и задачах экономической социологии (1983). Архів оригіналу за 18 лютого 2009. Процитовано 21 липня 2009.
5. ↑  22.Епоха застою. StudFiles (рос.). Процитовано 19 червня 2019.
6. ↑  Ещё раз о советские очередях и пустых прилавках. Архів оригіналу за 23 грудня 2016. Процитовано 21 липня 2009.
7. ↑  Материалы 25 съезда КПСС. Стенографический отчет. Часть 1. Архів оригіналу за 3 грудня 2013. Процитовано 21 липня 2009.
8. ↑  Материалы 22 съезда КПСС. Стенографический отчет. Часть 2. Архів оригіналу за 3 грудня 2013. Процитовано 21 липня 2009.
9. 1 2  Третья Программа КПСС. Архів оригіналу за 19 січня 2011. Процитовано 29 липня 2009.
10. ↑  Правители России и Советского Союза. Брежнев Леонид Ильич. Архів оригіналу за 17 грудня 2008. Процитовано 21 липня 2009.
11. ↑  Конституция СССР — 1977 г. Архів оригіналу за 21 травня 2011. Процитовано 21 липня 2009.
12. ↑  Производительность труда, ее факторы и резервы роста. Архів оригіналу за 28 травня 2009. Процитовано 22 липня 2009.
13. 1 2  Аграрная реформа. Реформирование земельных отношений[недоступне посилання з липня 2019]
14. ↑  А. С. Нариньяни. Рабочая записка «О советской программе форсированного развития ЭВМ». Архів оригіналу за 22 травня 2011. Процитовано 22 липня 2009.
15. ↑  ЦИРЭ: Причины распада СССР и проигрыша геополитической борьбы. Архів оригіналу за 3 грудня 2013. Процитовано 22 липня 2009.
16. 1 2  Історичний графік цін на нафту
17. 1 2  Р.Шиллер. Цены на нефть. Пора страховаться. Архів оригіналу за 2 лютого 2009. Процитовано 23 березня 2022.
18. ↑  Хронология событий развития нефтегазодобывающего комплекса[недоступне посилання з липня 2019]